# Максимов, Капитон Александрович
Капито́н Алекса́ндрович Макси́мов (1923—1989) — советский врач-терапевт, Герой Социалистического Труда (1978).

## Биография
Родился 12 августа 1923 года в деревне Поповка Иваново-Вознесенской губернии (ныне Комсомольский район (Ивановская область)) в крестьянской семье. Окончив неполную среднюю школу, в 1939—1942 гг. учился на фельдшерском отделении медицинского училища. В 1947 г. окончил Ивановский государственный медицинский институт. В 1947 г. был принят кандидатом в члены КПСС.
В 1947—1959 гг. — главный врач районной больницы (Вытегра), по совместительству также заместитель главного врача по лечебной части, заведующий родильным отделением (в течение 1,5 лет), заведующий терапевтическим отделением (9,5 лет). Впервые в Вытегорской райбольнице ввёл в практику электрокардиографический метод обследования больных. Одновременно в течение года был директором школы медицинских сестёр, заведующим райздравотделом (1 год); председателем районной врачебно-трудовой экспертной комиссии.
С 1949 г. — член КПСС. Избирался депутатом Вытегорского городского Совета народных депутатов трудящихся и кандидатом пленума райкома партии.
В 1959—1978 гг. — заведующий терапевтическим (затем — заведующий кардиологическим) отделением медико-санитарной части Всесоюзного объединения «Череповецметаллургхимстрой». Впервые в Череповце применил фонокардиографический метод обследования больных с заболеваниями сердца, бронхографию, электроимпульсную терапию; подготовил по электрокардиографии около 50 врачей Вологодской области. В течение 10 лет был председателем научного терапевтического общества г. Череповца; неоднократно избирался членом партийного бюро больницы.
Умер 23 сентября 1989 года в Череповце на 67-м году жизни. Похоронен на городском кладбище № 1.

## Награды
- медаль «Серп и Молот» Героя Социалистического Труда (1978) — за большие заслуги в области охраны здоровья
- орден Ленина (1978)
- орден Трудового красного Знамени
- Юбилейная медаль «За доблестный труд. В ознаменование 100-летия со дня рождения Владимира Ильича Ленина»
- знак «Отличник здравоохранения»